# Aborto en Estados Unidos

Legalidad del aborto a petición en el tiempo desde el inicio de la última menstruación:
Aborto a petición ilegal
Legal pero no disponible
Legal hasta que se detecta actividad cardíaca embrionaria (aproximadamente seis semanas)
Legal hasta las 15 semanas
Legal hasta las 18 semanas
Legal hasta las 20 semanas
Legal hasta las 22 semanas (cinco meses)
Legal hasta que el feto sea viable (aproximadamente 23 semanas)
Legal hasta las 24 semanas
Legal hasta los 2 trimestres
Sin límite de edad gestacional

La legalidad del aborto inducido en Estados Unidos varía según la jurisdicción de cada estado. 
En 1973, la sentencia del caso Roe contra Wade estableció en un "trimestre" el plazo en el que podía practicarse el aborto, ya que era el periodo a partir del cual el feto podía ser viable —probabilidad de supervivencia fuera del útero—. Dicha sentencia prohibió a los distintos estados cualquier limitación del aborto temprano durante ese plazo aunque podían imponerse restricciones o prohibiciones absolutas, dependiendo de los supuestos, una vez superado ese plazo de tres meses. La sentencia Planned Parenthood v. Casey (1992) prohibió los estados de imponer una "carga indebida" (undue burden) antes momento de  viabilidad,  y  después  de  ese  momento  los  estados  tienen  el  poder  para  restringir  abortos,  siempre  que  la  ley  contenga  excepciones  para  los  embarazos  que  hacen  peligrar la vida o la salud de la mujer u otras cosas.
En 2022, el Tribunal Supremo de los Estados Unidos, dictaminó que el aborto no es un derecho establecido en la constitución, y como consecuencia, se permitió a los estados individuales regular cualquier aspecto del aborto que no esté prevenido por ley federal, a partir de esto, algunos estados ya están a favor de prohibir el aborto. El desarrollo legislativo puede variar en cualquier decisión en estrado, por ahora es taxativo que a partir del 24 de junio de 2022, el fiscal general republicano de Misuri, Eric Schmitt, emitió una opinión que activó la ley antiaborto del estado, prohibiendo el procedimiento excepto en casos de emergencia médica.
Después de la revocación del fallo en el caso Roe v. Wade en junio de 2022, hasta junio de 2024, los estados de Alabama, Arkansas, Dakota del Norte, Dakota del Sur, Idaho, Indiana, Kentucky, Louisiana, Misisipi, Misuri, Oklahoma, Tennessee, Texas y Virginia del Oeste han declarado al aborto ilegal, ya sea restableciendo prohibiciones previas a la decisión de 1973, promulgando nuevas leyes, aplicando legislaciones por situaciones desencadenantes (trigger laws) o criminalizando la práctica.Se calculan cerca de 25 millones de mujeres que habitan estados donde la ley es hostil y obstaculiza el acceso al aborto.

## Historia del aborto en Estados Unidos
Antes de la Independencia de los Estados Unidos apenas existían leyes sobre el aborto inducido y su penalización aplicándose el derecho anglosajón (common law) que, básicamente establecía que el aborto era aceptable y legal si este se producía con anterioridad a que la madre sintiera el feto (quickening). Después de la Independencia aparecieron distintas leyes en la década de 1820: 1821 en Connecticut legislando sobre el suministro de abortivos a los farmacéuticos; en Nueva York penalizando la práctica del aborto inducido. 
Muchas de las primeras feministas, entre ellas Susan B. Anthony y Elizabeth Cady Stanton se posicionaron en contra del aborto ya que lo consideraban la culminación de una serie de agresiones a la mujer y a su falta de independencia real que, para ellas había que corregir. Entonces una mujer debía poder rechazar las relaciones sexuales con su marido -de las que se derivaba el embarazo no deseado y el aborto-; no había ley que protegiera a la mujer de violación del marido y las mujeres de escasos recursos se encontraban sin la menor independencia para el divorcio y el rechazo de las relaciones sexuales. Legalizar el aborto era para algunas de las primeras feministas resolver un problema sin modificar su causa.
Durante la década de 1860 aumentó la legislación penalizando y criminalizando el aborto; en 1900 el aborto era ilegal en numerosos estados aunque algunos incluían supuestos que permitían el aborto en circunstancias limitadas, por lo general para proteger la vida de la mujer o los embarazos por violación o incesto. A pesar de la penalización el aborto continuó durante el siglo XX, haciéndose su práctica muy insegura al considerarse ilegal. En numerosos casos la vida de la mujer corría peligro llegándose a su muerte, como en el caso de Gerri Santoro de Connecticut en 1964.
Antes de la sentencia caso Roe contra Wade había excepciones a la prohibición del aborto en al menos 10 estados -por violación, peligro para la madre e incesto-.

### Aprobación de los métodos anticonceptivos
En 1965, la decisión, por 7 votos a favor y 2 en contra, de la Corte Suprema de Estados Unidos en el Caso Griswold contra Connecticut, sentenció que la Constitución de los Estados Unidos protegía el derecho a la privacidad (Privacy laws of the United States) y por tanto declaró inválidas las leyes de los diferentes estados que violaban el derecho a la privacidad marital que garantizaba el acceso y la administración de anticonceptivos.
En 1965 el Colegio estadounidense de obstetras y ginecólogos (ACOG-American Congress of Obstetricians and Gynecologists) asumió la posición defendida por Bent Boving en 1959 quien consideraba que la concepción comenzaba en la implantación del embrión y no cuando se producía la fecundación. Este informe médico cambió la categoría de algunos de los métodos anticonceptivos que hasta entonces habían sido considerados métodos abortivos cuando actuaban antes de la implantación del embrión en el útero. En 2015 el 58% de los estadounidenses apoyaban el aborto, donde alcanzó su nivel más alto en los últimos dos años, según una encuesta de The Associated Press que muestra un aparente aumento de apoyo entre demócratas y republicanos por igual durante el último año.

### Caso Roe contra Wade 1970-1973
En 1970, las abogadas Linda Coffee y Sarah Weddington, presentaron una demanda en Texas representando a Norma L. McCorvey ("Jane Roe") reclamando el derecho al aborto inducido por violación. Aunque el Fiscal de distrito del Condado de Dallas, Texas, Henry Wade -quien representaba al Estado de Texas- se oponía al aborto, finalmente el Tribunal del distrito falló a favor de Jane Roe, pero sin establecer cambios en la legislación sobre el aborto inducido de Estados Unidos.
"Jane Roe" dio a luz a su hija -a quien dio en adopción- mientras el caso aún no se había decidido. 

#### Decimocuarta enmienda; derecho a la privacidad como derecho fundamental
El caso fue apelado en reiteradas ocasiones hasta llegar a la Corte Suprema de Justicia de los EE. UU. que, finalmente, en su resolución de 22 de enero de 1973, estableció que la mujer tiene el derecho a la libre elección -entendida como "derecho a la privacidad o intimidad"- que protegería la decisión de llevar o no llevar un embarazo a término. Según la sentencia el derecho de privacidad se derivaba de la cláusula de debido proceso de la Decimocuarta Enmienda a la Constitución de los Estados Unidos. La Corte clasificó este derecho como fundamental por lo que toda violación de ese derecho fundamental a la privacidad por parte del gobierno debería estar justificada.
La resolución del caso Roe v. Wade, 410 U.S. 113 (1973) se considera histórica en materia de aborto inducido ya que, por su jerarquía, anuló las leyes que penalizaban el aborto en los distintos estados e impedía legislar en su contra ya que podía ser considerado como violación del derecho constitucional a la privacidad amparado en la cláusula del debido proceso de la decimocuarta enmienda de la Constitución de los Estados Unidos. La decisión obligó a modificar todas las leyes federales y estatales que proscribían o que restringían el aborto y que eran contrarias con la nueva decisión.

### Caso Doe contra Bolton - 1973
Si el contenido esencial de la sentencia de la Corte Suprema del caso Roe contra Wade era que el aborto debe ser permitido a la mujer, por cualquier razón, hasta el momento en que el feto se transforme en viable, es decir, sea potencialmente capaz de vivir fuera del útero materno, sin ayuda artificial, la sentencia del caso Doe contra Bolton publicada el mismo 22 de enero de 1973, estableció que el aborto inducido debe ser legal cuando sea necesario para proteger la salud de la mujer.

### Caso Dobbs contra Jackson Women's Health Organization
Este litigio concluyó con un fallo histórico de la Corte Suprema de los Estados Unidos. El 24 de junio de 2022 el Tribunal revocó la decisión de 1973 Roe v Wade, sosteniendo que la Constitución no contempla ningún derecho al aborto. Si bien no lo ilegalizó, dio libertad a cada estado para regularlo como quisiera.

## Datos sobre el aborto en Estados Unidos

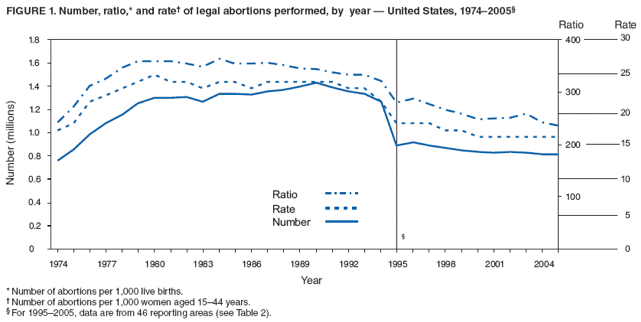
Número de abortos legales en los Estados Unidos, desde 1973 a 2005. Fuente CDC, 2005

La comunicación a las autoridades sanitarias y estadísticas de la práctica de abortos no es obligatoria en Estados Unidos por lo que las estadísticas son aproximadas y elaboradas proyectadas partiendo de los casos reportados sobre el total de la población. El Centers For Disease Control (CDC) recopila regularmente las estadísticas sobre el aborto inducido. 
Según el CDC y el Instituto Guttmacher, desde el año 1973 hasta 2008, se habrían practicado unos 50 millones de abortos legales en Estados Unidos
El aborto inducido puede realizarse mediante medicamentos o con intervención quirúrgica. En Estados Unidos el porcentaje de abortos realizados con medicamentos (medical abortion) sobre el total de abortos ha aumentado desde la aprobación de la mifepristona: 1.0% en el año 2000, 2.9% en 2001, 5.2% en 2002, 7.9% en 2003, 9.3% en 2004, 9.9% en 2005, 10.6% en 2006, 13.1% en 2007.
A través de los “Centros para Control de Enfermedad y Prevención” (CDC) desde el año 1970, existe un registro de la cantidad de abortos que se han llevado a cabo en el país.
En la actualidad, se indica de acuerdo a los Centros para el Control y Prevención de Enfermedades (CDC, por sus siglas en inglés), en 2019 se llevaron a cabo 630 000 abortos en EE. UU., aunque sobre la base de sus propios cálculos el Instituto Guttmacher asegura que la cifra real se acerca más a los 860 000.
En 2022, los Centros para el Control y Prevención de Enfermedades (CDC) reportaron 613 383 abortos legales inducidos en Estados Unidos, según datos recopilados de 48 jurisdicciones. Sin embargo, esta cifra no incluye datos de estados como California, Maryland y New Hampshire, por lo que representa un subtotal. 
Para 2024, el Instituto Guttmacher estimó que se realizaron aproximadamente 1 038 100 abortos a nivel nacional. Esta estimación incluye procedimientos realizados en clínicas, hospitales y mediante servicios de telemedicina. A la fecha, los CDC no han publicado datos correspondientes al año 2024. 